# Blanca Portillo

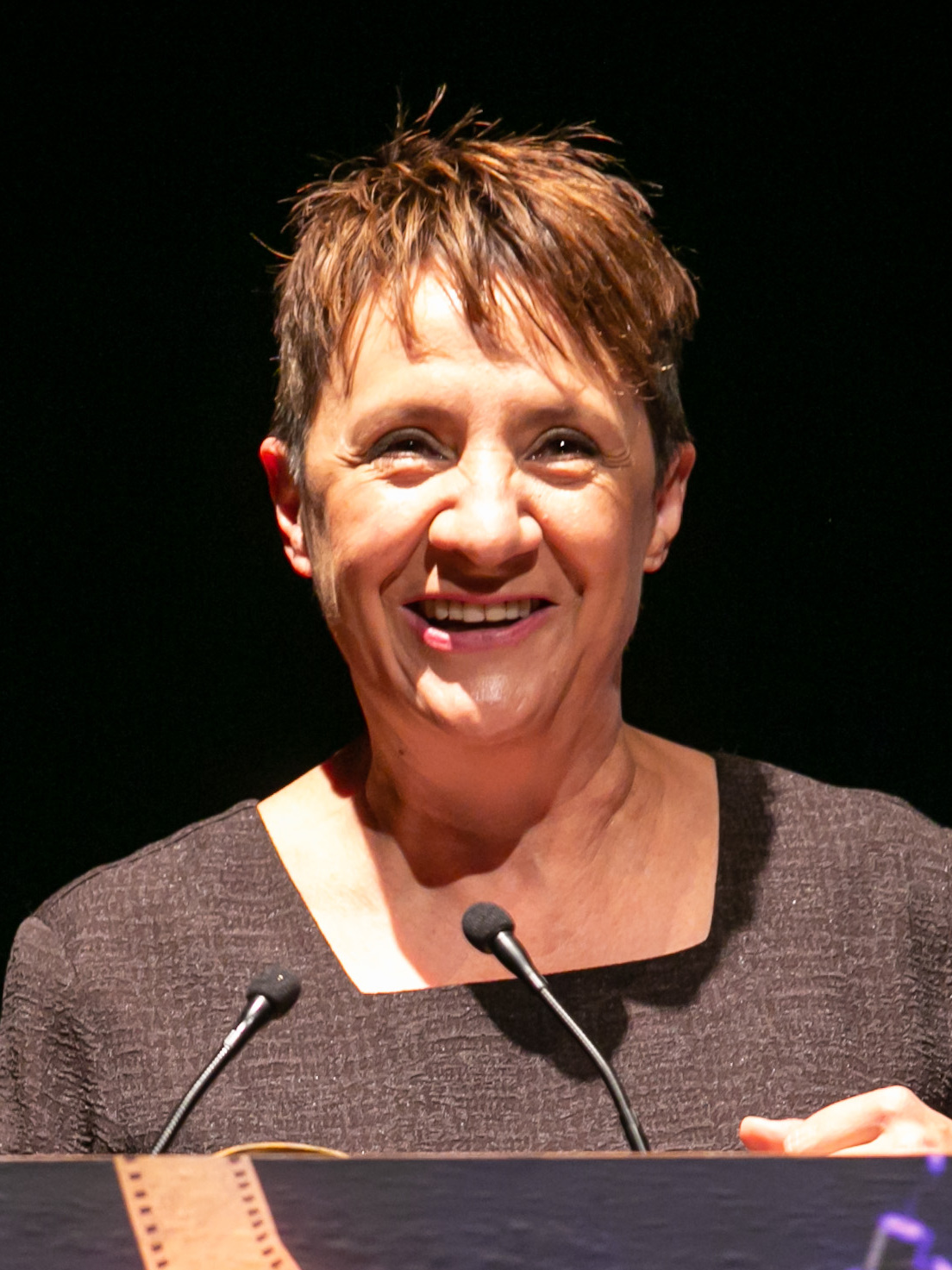
Blanca Portillo em 2021

Blanca Portillo (Madrid, 15 de junho de 1963) é uma atriz espanhola.
Em 2006, ela recebeu o prêmio de Melhor Atriz no Festival de Cannes por seu trabalho em Volver.

## Trabalhos

### Teatro
- Hamelin (2005).
- La hija del viento (2004-2005).
- Desorientados (2003)
- Como en las mejores familias (2003).
- A Midsummer Night's Dream (2002)
- El matrimonio de Bostón (2001)
- Madre, el drama padre (1998)
- No hay burlas para el amor (1998).
- Un fénix demasiado frecuente (1997)
- Esclavos (1997)
- Mujeres frente al espejo (1996)
- El embrujado (1995)
- Un bala perdida (1995)
- Terror y miseria del Tercer Reich (1995)
- Oleanna (1994)
- Las troyanas (1993)
- Marat-Dade (1992)
- Cuento de invierno (1992)
- Lope de Aguirre, traidor (1988)
- El mal de la juventud (1985)
- Bodas de sangre (1994)

Direção
- Siglo XX… que estás en los cielos (2006)
- Desorientados (2004)
- Shakespeare a pedazos (1999)
- Hay amores que hablan (1997)

### TV
- 7 vidas (1999-2004).

### Filmes
| Ano  | Filme                          | Diretor                        |
| ---- | ------------------------------ | ------------------------------ |
| 2009 | Los abrazos rotos              | Pedro Almodóvar                |
| 2006 | Siete mesas (de billar francés | Gracia Querejeta               |
| 2006 | Alatriste                      | Agustín Díaz Yanes             |
| 2006 | Volver                         | Pedro Almodóvar                |
| 2006 | Los fantasmas de Goya          | Milos Forman                   |
| 2005 | Elsa y Fred                    | Marcos Carnevale               |
| 2003 | Finding Nemo (voice)           | Andrew Stanton and Lee Unkrich |
| 2001 | Sólo mía                       | Javier Balaguer                |
| 1997 | El color de las nubes          | Mario Camus                    |